# Манастир Тавна
Манастир Тавна је женски манастир Српске православне цркве. Налази се у селу Бањица у граду Бијељини, у близини тромеђи Бијељине, Зворника и Угљевика, на мајевичком побрђу. Овај манастир бјеше задужбина српског краља Светог Јована Владимира, а потом краља Драгутина. Обнављали су га и кнез Лазар и кнегиња Милица. Црква свете Тројице, затим комплекс зграда конака са помоћним објектима, као и зграда порте која је у изградњи, налазе се у селу Тавна, у подножју планине Мајевица, 25 km југозападно од Бијељине. Приступ манастирском комплексу је остварен са локалног пута који се налази на југоисточној страни. Готово читав локалитет је ограђен високим каменим зидом новије израде.
Старешина манастира је игуманија Анастасија (Илић), са сестринством на челу од 28. децембра 2024. године. Духовник је отац Лазар (Кршић).
Овај манастир је споменик културе и под заштитом је државе. Припада Епархији зворничко-тузланској.
Манастир је једна од најстаријих грађевина овог краја (Семберије и Мајевице). Кроз читаву своју историју дијелио је судбину локално живља и био је духовни и културни центар српског народа ове регије.

## Историја
У протеклих сто година пет научних радника се бавило проучавањем историјата ове цркве. Шести је био археолог Мирко Бабић из музеја Семберије у Бијељини. Прво је о томе писао Василије Ђуковић 1898. године и објавио чланак у сарајевском часопису Источник, а затим Петар Јовановић 1927. године у Гласнику, листу Српске православне цркве. Најобимнији чланак о манастирској цркви свете Тројице у Тавној објавили су 1948. године Миленко С. Филиповић и Ђоко Мазалић у Споменику, листу Српске академије наука. Здравко Кајмаковић је у књизи " Зидно сликарство "у Босни и Херцеговини, која је објављена 1971. године, писао о историјату и остацима зидног сликарства манастирске цркве у Тавној. Црквени историчар Душан Кашић објавио је 1976. године туристички водич о манастирској цркви у Тавној (Бабић, 1995, 153-159).
Филиповић и Мазалић сматрају да је црква у Тавној могла бити изграђена у другој половини 16. вијека кад и манастир Троноша. Црква у Тавној удаљена је 8 km од ријеке Дрине и врло је слична цркви у Троноши која се налази у Србији, на другој страни ријеке. Црква у Троноши је саграђена 1559. године и има изразите архитектонске сличности са црквом у Тавни.
Археолог Мирко Бабић је 1995. године у бијељинском часопису Српска вила објавио чланак о резултатима ископавања која су вршена у манастирској цркви у Тавни. Била су то прва археолошка ископавања у цркви, која су вршена у јулу 1994. године. Приликом археолошких ископавања пронађена су два попречна темеља у цркви, на основу којих Бабић у својим археолошким запажањима тврди да су постојале три фазе изградње манастирске цркве. Прва фаза је вјероватно из 14. вијека, друга и 16. вијека а трећа из 1884. године, кад је изграђен звоник цркве. Према Бабићу, у првој фази црква је имала апсиду а улазни зид се налазио на средини данашњег наоса. У другој фази је дограђен данашњи нартекс, а у трећој звоник (Бабић, 1995, 153-159).
Црква у Тавни се у неким писаним документима спомиње и касније. Непосредно након Аустријско-турски рат рата, 1697. године, у Тавној је боравио будимски митрополит Јевтимије, што значи да црква није значајније страдала у том рату. Тавну спомиње и језуитски свештеник Рудолф Бзенски који је у Зворнику боравио у периоду од 1688—1689. године, када је град био под аустроугарском влашћу. Он биљежи да православци имају веома лијепе цркве украшене фрескама.

### Изградња
Православне цркве и манастири у сјеверној и сјевероисточној Босни већином су обнављане средином 16. вијека Први поуздани писани и материјални извори о манастирским црквама у сјеверној и сјевероисточној Босни потичу из година непосредно након обнове Пећке патријаршије 1557. За многе од ових манастира народно предање указује на њихов настанак у 13. или 14. вијеку, а за неке од њих постоје археолошке индиције или писани трагови који подупиру наводе из предања. Цркве које су грађене у другој половини 16. вијека, углавном немају ктиторске натписе који би могли појаснити вријеме њиховог настанка. У њиховој архитектури продужава се средњовјековна градитељска традиција, и то најчешће кроз обнову стила рашке архитектуре из 13. вијека Манастирска црква свете Тројице у Тавној представља духовни центар православних вјерника Зворничко - тузланске епархије па и читаве Семберије.
Сматрало се да је Црква у Тавној изграђена крајем 16. или почетком 17. вијека. Проблем датације манастирске цркве још увијек није разријешен. У писаним историјским изворима нема довољно података о настанку цркве. Према легенди која је забиљежена у Пећком и Троношком љетопису, цркву у Тавни основали су и изградили синови краља Драгутина – Владислав и Урошиц, што би значило да је црква саграђена крајем 14. вијека. Друга легенда каже да је црква у Тавни саграђена нешто касније од Папраће и да је саграђена као задужбина хајдука Грује Новаковића.
Црква у Тавни први пут се спомиње у писаним документима у турском попису Зворничког санџака из 1533. године, а у попису из 1548. године спомиње се као манастир. У запису Четверојеванђеља Цетињског манастира из 1627. године стоји да је те године у манастиру Тавни преминуо зворнички владика Гаврило.
Његова изградња приписује се Немањићима. Троношки и Пећки љетописи говоре да су га подигли Драгутинови синови Владислав и Урошиц. Данашња црква манастира Тавне, саграђена је на темељима првобитне цркве.
Помиње се већ у најранијим турским пореским дефтерима из 1533. и 1548. године, а од 1548. до 1586. помиње се изричито као манастир. Манастир Тавна је страдао за вријеме турске владавине, али је био обновљен под вођством хајдука. Народно предање обнову приписује Старини Новаку, хајдуку харамбаши из друге половине XVI вијека и његовом брату Радивоју. Манастирска црква била је живописана фрескама вјероватно почетком XVII вијека, јер скромни остаци фресака много подсјећају на фреске манастира Житомислића и Озрена, које су рађене у периоду од 1608. до 1609. године.

### Од 1804. до 1918.
За вријеме Карађорђевог устанка (1804—1813) био је игуман у Тавни Јефто (Јефтимије) Пљецо, човјек способан и популаран. Кад је у Србији букнуо устанак, пристадоше уз њега и многи Босанци из овог краја. Кад су Турци разбили устанике, вратише се босански устаници у свој крај, али пошто нису смјели да се врате кућама, крили су се по оближњим шумама и као хајдуци бранили народ од турског зулума. Кад су ови хајдуци дознали да је у манастиру Тавни засјео неки харачлија Китовница и да од народа узима велики порез, да сиротињу кињи и мучи, удари једна чета на манастир и побије све харачлије на челу са Китовницом. Тада Турци из околних села нападну на манастир, опљачкају га и попале. Калуђери се разбјегну. Било је то 1807. године. Тек послије поновног ослобођења Србије вратио се игуман Јефто и 1814. обновио свој манастир. Неимар је био Тома Милосављевић. Међутим, ускоро је дошло ново страдање манастира Тавна када га је поробио Осман паша. Тада калуђери нису напустили манастир, већ одмах су приступили његовој обнови.
Манастир Тавна је током XVIII и XIX вијека био врло значајно просвјетно сједиште у коме су се младићи, који би ишли за свештенички позив, образовали. У овој школи су дјеца учила све до 1966. године, када је школство прешло у државне руке.

### Упади добровољаца 1875.
Побуна хришћанског становништва против османске власти 1875. године, која је започела у Босни и Херцеговини и нарочито ескалирала у источном дијелу Херцеговине, није имала значајнији одјек у Семберији. Нису биле организоване веће побуне или значајније акције локалног српског сеоског становништва. Као дио својих настојања да прошири устанак на Семберију, српске власти су 3. септембра 1875. године, тајно, преко ријеке Дрине, код мјеста Главичице, пребациле 310 добровољаца.
Добровољци, под командом Јована Панића, су одмах након преласка на територију Босне напали османску пограничну караулу и спалили чардак. Након напада смјестили су се у манастиру Тавна.
Међутим, османска власт у овом дијелу Босне била је добро организована, са регуларним османским трупама у Бијељини и Зворнику, које су бројале око 12.000 војника. По сазнању да су добровољци прешли из Србије, османске снаге су брзо реаговале. Мустафа Грабчановић у књизи „Бијељина и Бијељинци“ наводи да су, чим је стигла вијест о преласку добровољаца, из Бијељине кренуле двије пјешадијске чете и два ескадрона коњице, а убрзо су им се прикључили и башибозуци из околних села. Манастир Тавна био је опкољен од стране османских трупа и башибозука. Добровољци су пружили жесток отпор, али су, након што су током дана успјели да се извуку из манастира, прешли на планину Мајевицу или се вратили у Србију. Манастир и школа код манастира су опљачкани и спаљени, а игуман манастира Јосиф Јовановић, према натпису на спомен табли у манастиру (постављена 1932. године), "жива на ватри пекоше".
Неколицина добровољаца, међу којима су били рањени, остала је у манастиру и касније су заробљени. Османлије су их одвеле у Бијељину, гдје им је суђено и гдје су погубљени. Потрага за преосталим добровољцима на Мајевици убрзо је довела до њихове ликвидације. У борбама око манастира и на планини Мајевици погинуло је више од стотину добровољаца, а међу њима је било и неколико цивила.
Турске власти су покренуле судски процес у Тузли против потоњег игумана Александра Симића, двојице калуђера и учитеља који су били оптужени за сарадњу са Србијанцима. Игуман је био осуђен на петнаест година робије, коју је делимично издржао у Видину, а калуђери и учитељ су били задржани у затвору до 1877. године.

### Између два свјетска рата
Између два рата, манастир се доста обновио под управом архимандрита Данила Билбије. Овдје су одржана и два велика сабора хришћанске заједнице за цијелу Патријаршију.

### Други свјетски рат
Други свјетски рат је донио највеће разарање манастиру Тавни. Усташе су у јулу 1941. растјерале и интернирале калуђере. Манастир је неколико пута био бомбардован, а 1943. када се у манастир склонила једна партизанска болница, усташка војска је запалила конак. Тада је потпуно уништена библиотека, стари списи, а црква је донекле очувана. Највећа жртва био је Здравко Јовановић, кога су усташе стрељале на вратима манастира. На његовом гробу пише: Убијен 1943. од усташке плаве дивизије чувајући и бранећи манастир.
Дана 20. априла 1943. године у манастиру је формирана Друга војвођанска НОУ бригада.

### Након 1945. године
После рата Тавна је личила на згариште, и калуђери су је напустили. Нова власт је одузела манастирска имања и било је веома тешко обновити манастир. Варвара Божић била је игуманија манастира од (1951—1954). Тек 1954. године, када је из Жиче овде дошла игуманија Јустина Керкезовић са неколико монахиња манастир је обновљен. Сестринство сада има шеснаест калуђерица и две искушенице, које обрађују велико манастирско имање и пољопривредно газдинство.
Од 1984. године па до 1997. године повремено су вршени мањи грађевински радови на објекту Цркве свете Тројице.
Православне цркве и манастири у Босни који су саграђени у 16. вијеку или раније, имају слична архитектонска рјешења и рађена су најчешће под утицајем рашке градитељске школе. Према стилским обиљежјима црква у Тавна припада типу једнобродних цркава са куполом, правоугаоним пијевницама уз сјеверни и јужни зид поткуполног простора и ојачавајућим луковима прислоњеним уз подужне зидове, што им споља даје привид крстообразности, а изнутра привид тробродности. Осим цркве светог Тројства у Тавној овом типу припадају цркве: Озрен, Возућа и Ломница.
Црква свете Тројице у Тавној припада типу једнобродних цркава са подужним полуобличастим сводовима, куполом изнад средњег травеја наоса и пјевницама на бочним странама. Црква је оријентисана у правцу исток-запад. Објекат цркве има издужену правоугаону основу са главним улазом на западној страни и апсидом на источној страни. Црква се састоји од припрате, наоса и олтарског простора.
Олтарски простор цркве представља њен источни травеј у којем су плитким полукружним нишама лијево и десно од апсиде назначени простори ђаконикона и проскомидије.
Припрата цркве је у конструктивном смислу саграђена слично као и источни травеј. Поред бочних зидова изведени су полукружни лукови који носе подужни полуобличасти свод. Простор припрате првобитно је од наоса био одвојен зидом, на чијем централном дијелу су се налазила главна улазна врата. Накнадно, зид је порушен с тим да су остављени његови бочни дијелови до дубине пиластера испод куполе, па је на њима саграђен лук.
Објекат цркве има масивне зидове који су израђени од камена и кречног малтера. Сачињени су од комбинације локалног камена кречњака и пјешчара. Ентеријер је осликан зидним сликама новијег датума. У посљедњим обновама цркве са фасадних зидова је скинут слој малтера и остављена је видљива структура камена. На фасадама су сада видљиви крупни фино тесани камени блокови постављени у хоризонаталним редовима. Фасадни зидови и купола су завршени каменим вијенцима.
Подови припрате, наоса и олтарског простора су изведени са завршном обрадом од камених плоча.
Црква је покривена двоводним дрвеним кровом чији је покров израђен од бакарног лима. Изворни покривач се не може са сигурношћу утврдити.
Уз опис цркве и комплекса манастира св. Тројице у Тавни, рјеђе су заступљени подаци који се односе на црквени мобилијар и зидно сликарство.
Седамдесетих година прошлог вијека, у опширном истраживању зидног сликарства у Босни и Херцеговини, Здравко Кајмаковић сврстава манастир Тавну у ред оних код којих зидно сликарство није очувано.
Приступило се детаљним рестаураторским радовима у унутрашњости цркве, којима је обухваћена израда црквеног мобилијара (иконостаса, тронова и постоља за иконе), а 1995. и живописању цркве.
Постојећи иконографски програм осликан је на свим слободним зидним површинама, у три хоризонталне зоне (од пода ка врху), строго поштујући да осликавање буде у складу с типом храма (изнад централног травеја наоса уздиже се ниска купола). У куполи, као највишој тачки храма, која уједно има симболику Небеске цркве, осликан је озбиљни лик Христа Пантократора (Свевладара). Испод Христа Пантократора приказано је осам старозавјетних пророка као најављивача Божје Ријечи: св. пророк Илија, св. пророк Мојсије, св. пророк Арон, св. пророк Јелисеј, св. пророк Давид, св. пророк Самуило, св. пророк Захарија и св. пророк Данило.
У црквама с куполом, у простору пандантифа, уобичајено је осликавање четири јеванђелиста, „јер као што ова четири материјална упоришта конструктивно носе куполу, тако су јеванђелисти четири основна духовна стуба вјере и хришћанског неба. " Непосредни утицај за осликавање четири јеванђелиста у цркви у Тавни проналазимо у сликарству минијатура (јеванђелисти су приказани фронтално, смјештени у архитектуром ограничени простор; на кољенима држе књиге у које исписују ретке својих јеванђеља, с прибором за писање на столу на којем сједе).
У архитектонском, али и иконографском смислу, друго истакнуто мјесто је калота апсиде, у којој се, према византијском обрасцу смјешта лик Богородице, као веза између Небеске и Земаљске цркве. У манастирској цркви у Тавни, лик Мајке Божје садржи иконографске елементе Богородице Знамјења (с медаљоном на грудима с ликом Христа Емануила) те Богородице Ширшаје (с широко отвореним мафорионом). У ставу оранс, под широко отвореним плаштом, Богородица је закрилила шест светих јерарха (по три са сваке стране прозора): св. Кирил Александријски, св. Јаков, брат Господњи, св. Јован Златоусти (лијево) те св. Григорије Богослов, св. Василије Велики и св. Атанасије Велики (десно) у сцени Поклоњења архијереја Христу агненцу.
Посебно мјесто у живописању цркава припада епизоди Благовијести, која се, најчешће осликава у тријумфалном луку. Просторна раздвојеност ликова, арханђео Гаврило с лијеве стране, а Богородица са десне стране лука, оправдана је ставом да анђео тек долази, а Богородица га очекује, као и њиховом поријеклу. Анђео припада надземаљском свијету, а Богородица је до тога часа обична жена „међу женама“. У манастирској цркви у Тавни, ова епизода осликана је уврх источног зида наоса. Насупрот зидовима с приказом Благовијести осликане су, с десне стране мученице: св. мученица Софија, св. мученица Вјера, св. мученица Љуба и св. мученица Надежда, а с лијеве св. пророк Захарија, св. Јелисавета и св. Јован. Испод ових епизода, у горњој зони сјеверног и јужног зида осликано је Рођење Христово и Света Тројица. У нижој зони сјеверног зида приказани су св. Сава Други, св. Василије Острошки чудотворац, св. Арсеније Сремац и св. Петар Цетињски, а на јужном зиду ликови српских патријарха св. Јевстатија и св. Јефрема, св. Иринеја Сремског и српског архиепископа Максима (Бранковића). У најнижој зони осликана су четири светитељска лика, по два на јужном и сјеверном зиду. За разлику од ликова патријарха и светитеља, који су приказани фронтално, у висини појаса, фигуре четири светитеља приказане су у цјелости.

## Истраживачки и конзерваторско-рестаураторски радови
Црква у Тавни је сачувала свој првобитни изглед, осим на западној страни на дијелу гдје је дозидан звоник у 19. вијеку.
- Први пут, како је забиљежио Мирко Бабић, откопани су темељи цркве 1990. године у ширини од 2 m који су након тога попуњени шљунком, а са спољне стране је ископан и избетониран канал дубине 50 cm за одвод воде. На дијелу олтара након откопавања темеља није постављен шљунак него бетон. Том приликом је уништено 17 старих гробова који су ту пронађени. Након тога је израђен малтер за нови живопис, чиме је уништен стари.
- Други пут су откопавања на темељима цркве рађена 1994. године јер се влага и даље појављивала у објекту. Тада су први пут вршена археолошка истраживања која је водио археолог Мирко Бабић. Приликом археолошких ископавања пронађена су два попречна темеља у цркви, на основу којих Бабић у својим археолошким запажањима тврди да су постојале три фазе изградње манастирске цркве. Прва фаза је вјероватно из 14. вијека, друга из 16. вијека а трећа из 1884. године кад је изграђен звоник цркве. Према Бабићу, у првој фази црква је имала апсиду а улазни зид се налазио на средини данашњег наоса.
- Радови на санирању и редовном одржавању на објекту цркву вршени су сукцесивно у периоду од 1984. до 1997. године.

Комплекс зграда који чини конак првобитно је био изграђен након изградње звоника 1848. године. Према изјави игуманије Марте, манастир је потпуно изгорио за вријеме свјетског рата 1943. године, а обновљен је 1954. године. Свако крило има приземље, спрат и поткровље.

## Старешине манастира
- Варвара (Божић), (1951—1954).[6]
- Јустина (Керкезовић), (1954—1994).[7]
- Ефимија (Красавчић), (1994—1998).[7]
- Недеља (Николић), (1998—2001).[7]
- Марта (Манојловић), (2001—2023).[8]
- Анастасија (Илић), (2024—тренутна).[9]

## Садашњост
За време игуманије Марте (Манојловић), 2005. вршени су грађевински радови на зградама конака, тако да је у потпуности обновљен. Замијењен је кров и кровни покривач, постављена нова столарија, зидови су обојени, израђена нова фасада на објекту. Комплекс се налази на истој грађевинској парцели као и црква. Нова зграда порте чија је изградња у току смјештена је на источној страни парцеле, на њеном улазном делу. Подигнут је гостињски конак у манастиру 2021. који је освештан 2023. године.

## Галерија
- Манастир Тавна, са бочне стране
- Детаљ изнад улаза у манастир
- Монахиња манастира
- Капија манастира
- Детаљ са задње стране манастира